# 文革大屠杀 (广东)

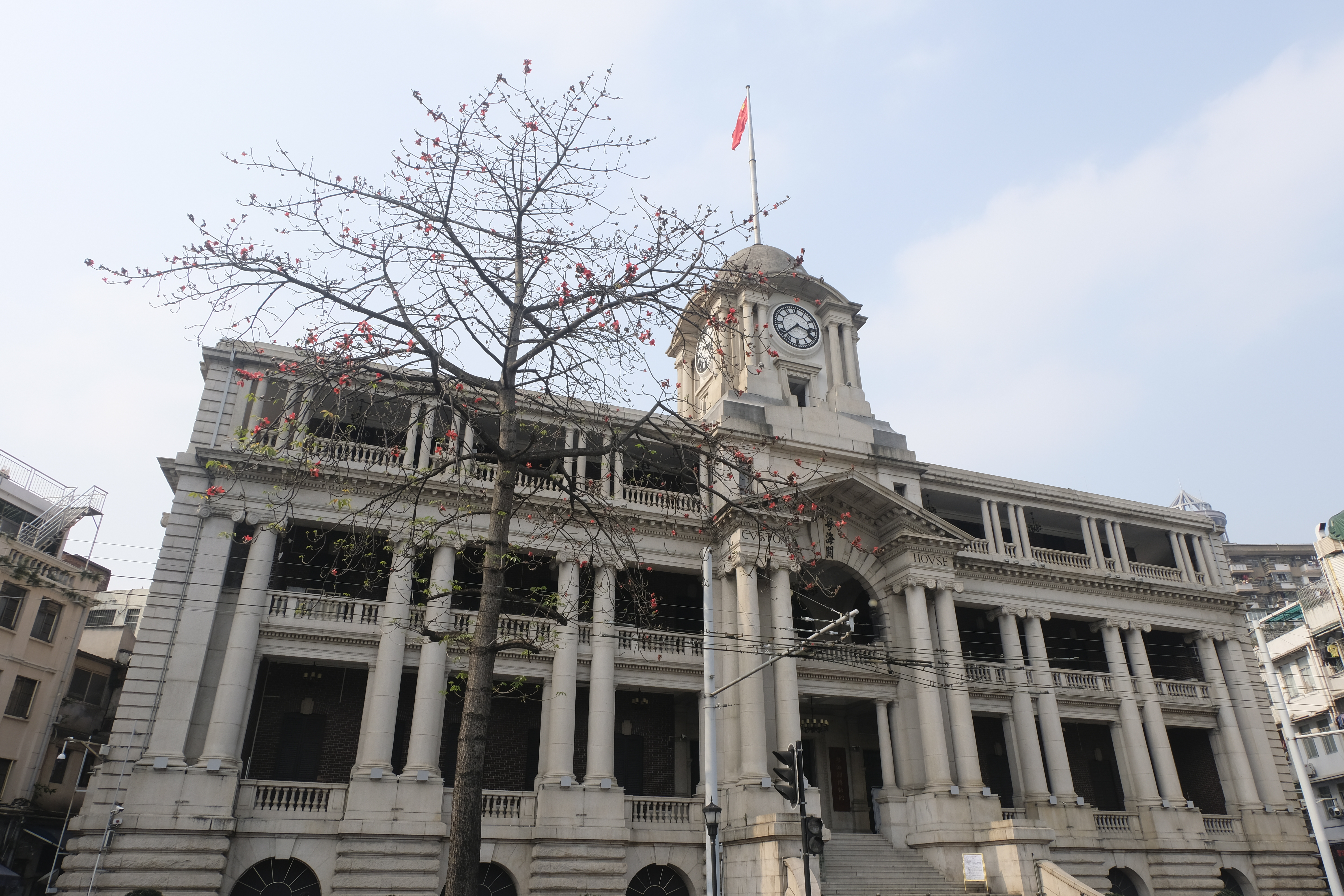
位于广州市荔湾区沿江西路的粤海关旧址。大樓多處字跡在文化大革命期間被破壞，以水泥覆蓋，包括英文名字、建筑师和工程师的姓名等信息。钟楼播放的国际流行报时音乐《威斯敏斯特》被更改为《东方红》。

本条目是关于文化大革命期间（1966年－1976年）发生在中华人民共和国广东省的屠杀事件。文革期间，广东省下辖80个县，依据拨乱反正、改革开放以后公开的57个县的县志，其中有28个县发生过集体屠杀，6个县屠杀人数超过1,000人、以阳江大屠杀中的阳春县（死亡2,600余人）最为严重，所有已知发生屠杀的县平均非正常死亡人数为278人。此外，在广东的部分城市当中亦发生了屠杀事件，比如广州吊劳改犯事件造成至少187-197人死亡。
广东文革屠杀事件主要发生在1968年7-10月间，由广东省革命委员会、各县革命委员会等机构领导。广东省是文革时期屠杀情况最为严重的省份之一，与广西文革屠杀有一定联系，其集体屠杀主要可分为两类，一类是针对“四类分子（地、富、反、坏）”及其亲属的屠杀，另一类是政治迫害型屠杀。当时隶属于广东省行政区划的海南岛也发生了大屠杀事件，由当地的军队和民兵主导，其中儋县大屠杀造成700余人死亡。在文革结束后的拨乱反正、改革开放时期，中共中央、广东省委为部分屠杀事件的受害者平反，1980年1月广东省革委会被正式撤销、复设广东省人民政府。

## 历史背景

### 两派冲突武斗

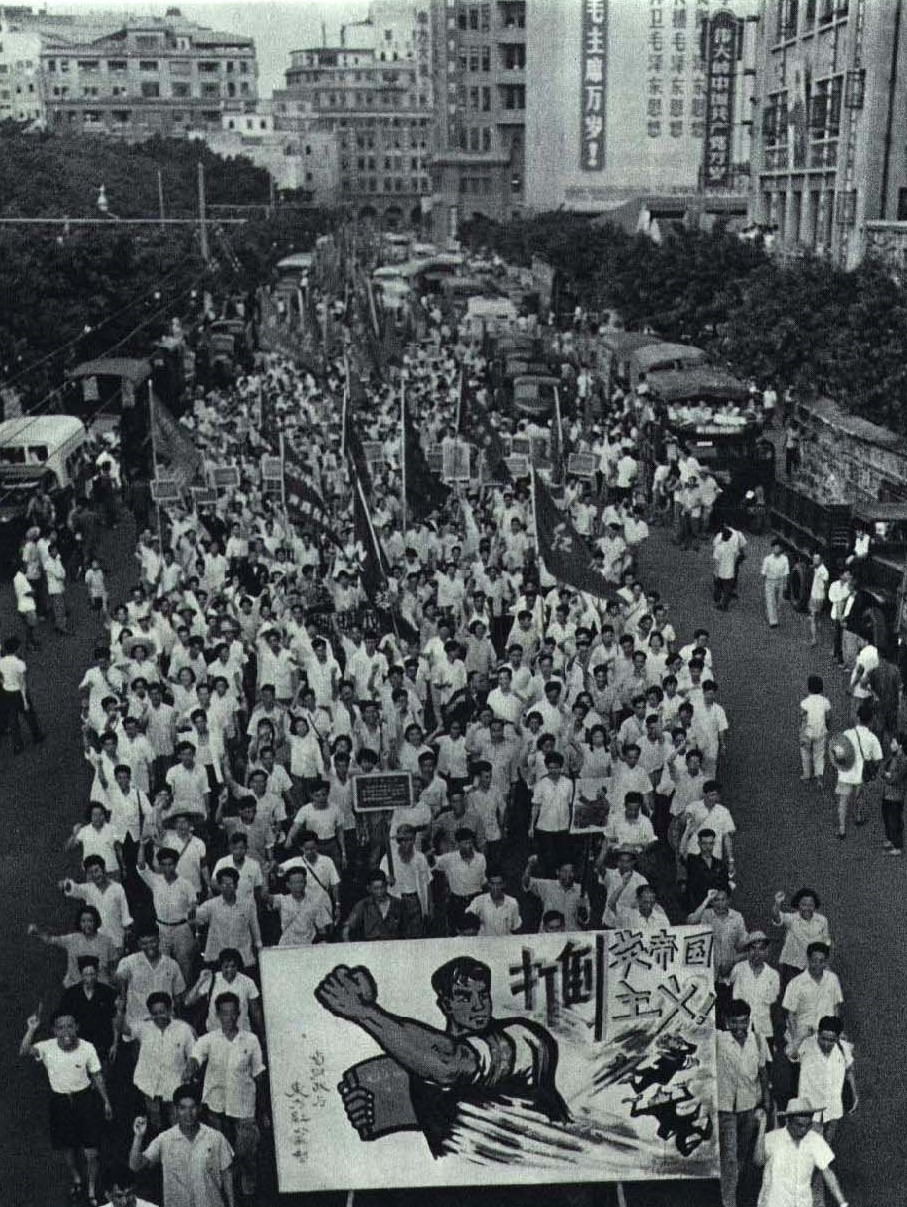
1967年5月，广州群众组织游行，声援香港大罢工。

1966年5月，毛泽东在中国大陆发动并领导了文化大革命。1967年1月，受上海“一月风暴”的影响，广东省各党政机构被夺权，陷入瘫痪、社会大乱，3月15日毛泽东决定在广东实行军事管制，军事管制委员会成为广东省最高党政权力机构，黄永胜担任军管会主任。与此同时，履职中央的前广东省委第一书记陶铸、时任广东省委第一书记赵紫阳等人，相继失势被打倒。而自夺权运动起，广东省内的造反派群众联盟“红旗派”（也称“旗派”）与支持军管的保守派群众组织“东风派”（也称“总派”）之间发生多次武斗。时任中国国务院总理周恩来等人于1967年4月至11月期间曾多次出面调停，并在11月初要求广东省在一个半月内成立“革命委员会”。

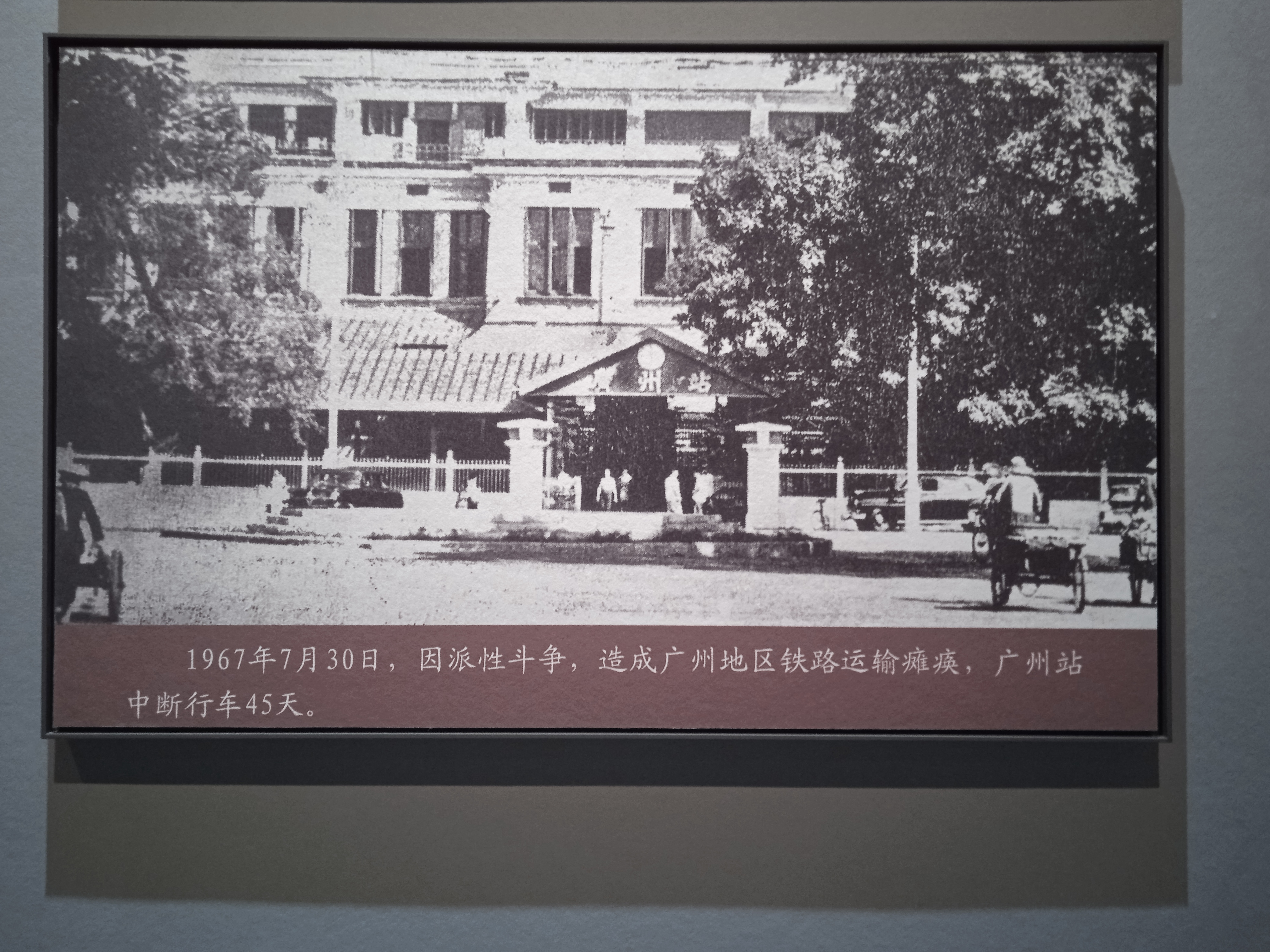
1967年7月30日，武斗造成广州站中断行车45天（广州铁路博物馆）。

1967年4月17日，周恩来亲自前往广州，并在18日的两派群众会议上宣布了中央文革小组的定调，指责“东风派”是“偏于保守的群众组织”，而相反“红旗派”则是“革命造反派”。但是，4月19日，周恩来返回北京后，重新修改了对“东风派”的定调，认为其是“革命组织”而非保守组织。也有学者认为，“红旗派”、“东风派”属于激进派的两翼，并没有实质性的政治倾向差异。5月-6月，黄永胜等人多次与两派群众及其它群众组织的领导进行座谈沟通，希望实现“革命大联合”，一段时间内广东省内并没有再发生大的动乱。但同年7月起，大规模的武斗再度爆发，譬如7月23日的中山纪念堂大武斗、8月广东省总工会武斗等，以及两派冲突导致的“820血案”；8月中旬，广州市内发生吊劳改犯事件，造成至少上百人死亡。 
1967年11月12日，中共中央、国务院、中央军委、中央文革小组作出《关于广东问题的决定》，要求成立“广东省革命委员会”，至1967年底广州地区的两大派虽然实现了大联合，但各组织仍然保留着自己的旗号。 

### 广东省革委会
1968年2月21日，广东省革命委员会、广州市革命委员会同时成立，省革委会成为广东省最高权力机关，广州军区司令黄永胜担任省革委会主任。黄永胜本人支持保守组织“东风派”，但是以“红旗派”为主的有组织的抵抗仍在继续，社会秩序却未能及时恢复，在接下来的3个月里红旗派又多次发起大规模武斗。与此同时，1968年5月，在毛泽东的支持下，“清理阶级队伍”运动在全国范围内展开，清查黑五类分子、叛徒、特务、走资派、反革命分子等；仅广州市即有至少数万人遭到迫害，尤其是归国华侨及亲属、有海外关系的人，据广州市革委会的统计，1968年7月至12月，全市非正常死亡达585人。
1968年6月17日，广东、广西据称破获了一起巨大阴谋集团“反共救国团”，其在广西的部分只是“分团”，总部设在广东省会广州。7月25日，周恩来和康生在接见广西群众代表时，对“反共救国团”的说法表示了认可，并都把“反共救国团”与广西的造反派组织“四·二二”、广东的造反派组织“红旗派”这两个群众组织联系在一起。1968年7月起，广东省革命委员会、军队将中共中央的两条指示《七三布告》和《七·二四布告》作为镇压“红旗派”的依据，与此同时广东各地的集体屠杀逐渐升级，相应的广西大屠杀也出现高潮。1968年7月至10月间，由广东省革委会、各县革委会领导的集体屠杀达到高峰，譬如阳春县自8月18日起的不到半个月内，就有1,700余人被杀，其中全水公社在8月15日至25日间“成批杀人”、导致663人丧生。

## 具体事件

### 阳江大屠杀

阳江市地图。阳江县在文革后被提升为阳江市，管辖包括阳春在内的数个县。

阳江大屠杀，又称阳江“乱打乱杀事件”，发生在文化大革命期间的广东省阳江地区。依据中国共产党阳江市委党史研究室的统计数据，屠杀共造成至少3,573人非正常死亡，具体包括：
- 1968年1月5日－1969年1月中旬，阳江县的屠杀事件共造成909人死亡[5][6]；
- 1967年9月23日起始，阳春县的屠杀事件共造成2,664人死亡[4]。

阳江大屠杀期间，杀人手法包括棍棒或锄头打死、开枪扫射、捆绑淹死、匕首刺死、禾叉插死、石头砸死、鞭炮炸死、煤油烧死、活埋等等。屠杀由当地县军管会组织，由各人民公社、生产大队成员实施，受害者主要是黑五类及其亲属（包括婴儿），大屠杀一度导致漠阳江上遍布漂浮尸体。

### 广州吊劳改犯事件
广州吊劳改犯事件，又称广州打劳改犯事件，1967年8月发生在广州市，该事件持续约1周时间。该事件的起因是谣传粤北等地的公安系统把监狱的犯人放出来、这些劳改犯集结要洗劫广州城，导致广州民众为自保而产生了极端暴力行为。据学者调查，吊劳改犯事件共造成了至少187－197人的非正常死亡（一说是300余人），死者多是广州等地的普通居民，而被打死的人多被吊尸于广州许多街道两侧的树上、马路边的电线杆上等。

### 反彭湃烈士事件

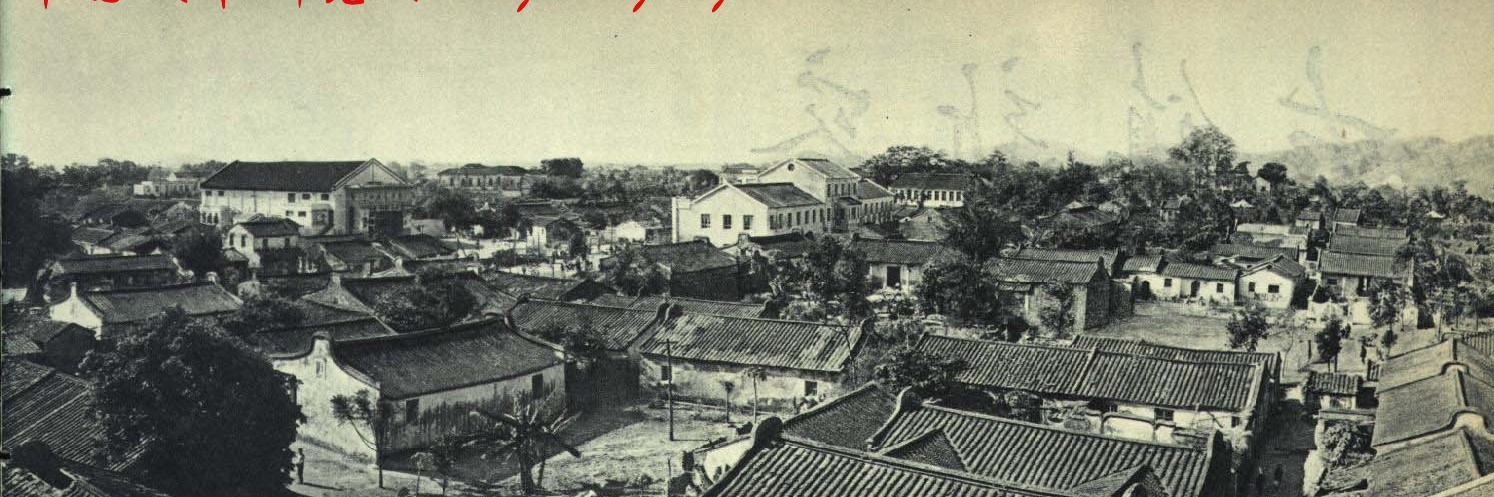
广东省海丰县（1963年）。

反彭湃烈士事件，又称反彭湃事件，是文化大革命时期发生在广东省海陆丰地区的重大冤假错案。该案件中的大屠杀共造成160余人死亡，800多人被打成残废或重伤，3,000多人被打伤。反彭湃事件主要针对“革命烈士”彭湃的后代、家属及相关人士，期间彭湃被宣布为“叛徒”，其90多岁的母亲遭到迫害，侄儿彭科、堂弟彭竞、堂侄彭株亦被杀害，其中彭科被斩首示众三日。大屠杀持续约半个多月。1968年8月，彭湃之子彭洪被秘密害死。但也有学者认为，彭湃早前在领导海陆丰农民运动、共产运动期间，曾实行极左“红色恐怖”，掀起暴力和杀戮，至少上千名地主被杀，导致当地居民在文革期间反扑彭湃家族。
广东海丰县（现汕尾市下辖）的《海丰县志》：文革期间全县被揪斗和监禁1,948人，非正常死亡367人。其中，武斗事件造成100余人死亡、3,000多人受伤，其中400余人致残。 

### 儋县大屠杀
文革期间，位于海南岛的儋县（现儋州市）、东方县等地发生了大屠杀，当时该地区属于广东省的行政管辖范围。1967年3月，当地的军事管制委员会宣布该县的3个大型群众组织为“反革命组织”。1968年4月，“海南地区革命委员会”成立； 8月，海南岛的野战军、地方部队（包括炮兵）、民兵利用中共中央颁布的《七三布告》，对儋县各个人民公社、国营农场及198个老区村庄实行针对“反革命组织”的武装剿杀和烧杀。最终，儋县共有5万余人被关押，共私设500余所监狱，700多间民房被烧毁，数千人伤残，大屠杀共造成700余人死亡。

### 澄海文革屠杀
文革期间，汕头地区、澄海县的革委会将本地干部余锡希、林兴胜等人打为“余、林反革命集团”。1968年7月23日，澄海县革委会、军管会调集全县武装民兵协同人民解放军野战部队三面围攻支持余、林等本地干部的涂城、永新、槐泽、建阳、上巷、兰苑、程洋冈等大队，至25日先后进占，在当地打死干部群众68人。25日下午，又将80余人押解到澄海县治安指挥部，在指挥部门口打死17人。8月份，澄海县城组织三次大型游斗会，打死干部、群众28名。1968年9月至1969年4月，澄海的“清理阶级队伍”运动中全县共揪斗7691人，造成381人死亡。

### 其它地区

广东省内各城市行政区域划分。

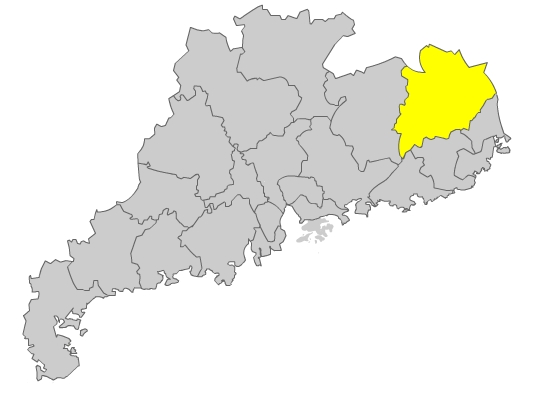
文革期间屠杀情况严重的广东梅州地区。

文革期间，除了阳江大屠杀中的阳春县和阳江县外，广东五华县、廉江县、梅县、广宁县、连县的大屠杀事件亦造成县内1,000人以上死亡。依据美国斯坦福大学教安德鲁·G·魏昂德和加州大学欧文分校教授苏阳于2003年的研究结果，这几个县县志记载的非正常死亡人数分别是：
| 县     | 所属市 | 文革期间非正常死亡人数 |
| ------ | ------ | ---------------------- |
| 阳春县 | 阳江市 | 2,600                  |
| 五华县 | 梅州市 | 2,136                  |
| 廉江县 | 湛江市 | 1,851                  |
| 梅县   | 梅州市 | 1,403                  |
| 广宁县 | 肇庆市 | 1,218                  |
| 连县   | 清远市 | 1,019                  |

此外，广东其它县市亦发生了屠杀事件：
- 广东曲江县（现韶关市下辖）的《曲江县志》：“（1968年）1月，樟市公社发生严重的非法杀人。全公社有13个大队出现乱捕乱杀行为，先后共有149人被杀害。”[3]
- 广东信宜县（现信宜市）的《信宜县志》：“池洞、镇隆和北界三个公社发生了大量打人杀人的现象，死29人。”[3]

## 死亡人数
在《文革时期中国农村的集体杀戮》一书中，苏阳通过对广西和广东两省农村地区文革屠杀的研究，提出了所谓“社区模型（community model）”来解释集体杀戮行为，挑战了主流种族灭绝研究中所采用的“国家政策模型（state policy model）”。而在《文革大屠杀》一书中，宋永毅则认为“文革中的屠杀和暴力，大都是一种国家机器的行为，即政权对公民的直接杀戮”。
文化大革命期间，广东省非正常死亡人数位居全国前列。
- 2016年，严飞（现清华大学教授[63]）通过县志数据库分析，得出广东省各县平均非正常死亡299人的数据、排名全国第5[64]。
- 2006年，依据加州大学欧文分校教授苏阳的研究，文革期间广东省下辖的80个县中，拨乱反正、改革开放以后公开的57个县的县志显示，各县受迫害人数平均为6,788.6人，其中死亡人数平均为311.6人（包括屠杀死亡）、受伤人数平均为28.1人[3]。
- 2003年，依据美国斯坦福大学教授安德鲁·G·魏昂德和加州大学欧文分校教授苏阳的研究，广东省下辖的114个县，61个公开的县志显示各县非正常死亡人数平均为290人、排名全国第3，全省共计33,060人死亡[11]。

其中，在广东文革屠杀事件中：
- 依据上述2006年的研究，广东省有28个县发生过集体屠杀（10人及以上死亡）、平均死亡人数为278人，总共造成至少7,784人死亡[3][65]。但研究人员指出， 这些县志的编写者可能自我审查或材料搜集不全，故依据县志中记载的人数应被视为实际死亡人数的最低估计[3][11][65]。
- 广东省下辖的城市中，发生屠杀事件的较少，其中广州吊劳改犯事件造成至少187－197人死亡[3][8][9][42]。
- 文革期间，海南岛隶属于广东省的行政管辖，其中儋县大屠杀共造成700余人死亡[6][14]。

## 事件后续
1971年9月，“九一三事件”爆发，广东省革命委员会主任黄永胜作为林彪在政治局和军队里的盟友被撤职、逮捕。1973年8月，黄被开除党籍，隔离审查。1976年9月，毛泽东去世，同年10月，四人帮被粉碎、文化大革命结束。
拨乱反正时期，1978年底至1979年初，在中共中央的支持下，时任广东省委书记习仲勋等人为“反彭湃烈士事件”平反。1979年12月，广东省五届人大二次会议在广州召开，决定撤销广东省革委会，复设广东省人民政府，于1980年1月正式施行。1981年，黄永胜被确认为“林彪、江青反革命集团”主犯之一，判有期徒刑18年，剥夺政治权利5年，1983年4月26日在青岛去世。

## 延伸阅读
- 启之：《记忆（页面存档备份，存于）》，2020年第2卷（第一期）。
- 苏阳：《文革时期中国农村的集体杀戮》 （页面存档备份，存于）。香港中文大学出版社，2017年。
- 叶曙明：《细数"文革"时期小报 昔日报章照曝光 （页面存档备份，存于）》。《羊城晚报》，2013年。
- 宋永毅：《文化大革命：历史真相和集体记忆》前言 （页面存档备份，存于）。华夏文摘增刊（2007年）。
- Andrew G. Walder （魏昂德）. Rebellion and Repression in China, 1966–1971（页面存档备份，存于）. Social Science History, Volume 38, Numbers 3 & 4, Fall/Winter 2014, pp. 513-539 (Article) Published by Cambridge University Press。
- Jeremy Brown. Review of Su, Yang, Collective Killings in Rural China during the Cultural Revolution （页面存档备份，存于）. H-Human-Rights, H-Net Reviews. March, 2012。